# 古賀喜三郎

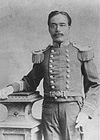
古賀喜三郎

古賀 喜三郎（こが きさぶろう、弘化2年11月24日（1845年12月22日）- 大正3年（1914年）12月21日）は、日本の海軍軍人（海軍少佐）、教育者。海城学園の創設者。

## 経歴
肥前国佐賀郡北川副村古賀（現佐賀県）に平尾吉左衛門、よしの次男として生まれ、20石取りの下級武士である古賀家の養子となる。佐賀藩の砲隊司令として奥羽追討の師に加わり、秋田の戦いに功績があって有栖川大総督宮から感状を下賜された。 
1891年11月、私財を投じて有栖川宮を始めとする多くの皇族達の賛同を得て海軍予備校、後の海城学園を創設。以降、理事長兼校長として、数多くの将校を育てた。

## 家族・親族
- 妻：須磨（佐賀藩士・嘉村家出身）
- 娘：米子（佐賀県、海軍中将江頭安太郎に嫁す）
- 孫：江頭豊（日本興業銀行常務取締役、チッソ社長・海城学園名誉学園長）、古賀博(海城学園第7代理事長)
- 曾孫：江藤淳（文芸評論家・海城学園理事）・古賀喜博(海城学園第8代理事長)
- 曾孫：古賀英三郎（社会学者・一橋大学教授）
- 曾孫：古賀慶次郎（医学博士　慶応病院、国立小児病院医長　日本小児耳鼻咽喉科学会会長　慶大医学部卒）
- 玄孫：皇后雅子